# Corelloides
Corelloides is een monoytypisch geslacht uit de familie Corellidae en de orde Phlebobranchia uit de klasse der zakpijpen (Ascidiacea).

## Soorten
- Corelloides molle Oka, 1926